# Thorellina anepsia
Thorellina anepsia är en spindelart som först beskrevs av Kulczynski 1911.  Thorellina anepsia ingår i släktet Thorellina och familjen hjulspindlar. Inga underarter finns listade i Catalogue of Life.